# Ciclismo en los Juegos Olímpicos de México 1968
El ciclismo en los Juegos Olímpicos de México 1968 se realizó en dos instalaciones de la ciudad de México, entre el 15 y el 23 de octubre de 1968.
En total se disputaron en este deporte 7 pruebas diferentes (todas en la categoría masculina), repartidas en dos disciplinas ciclistas: 2 pruebas de ruta y 5 de pista. El programa de competiciones se mantuvo sin cambios, como en la edición pasada.
Se batieron dos récords olímpicos, el del kilómetro contrarreloj en la final, por Pierre Trentin, y el de persecución individual en las mangas clasificatorias, por Mogens Jensen.

## Sedes
- Ciclismo en ruta – Circuito en Ciudad Satélite
- Ciclismo en pista – Velódromo Olímpico Agustín Melgar

## Medallistas

### Ciclismo en ruta
| Evento                                   | Oro                                                                                       | Plata                                                                                          | Bronce                                                                                              |
| ---------------------------------------- | ----------------------------------------------------------------------------------------- | ---------------------------------------------------------------------------------------------- | --------------------------------------------------------------------------------------------------- |
| Ruta (23 de octubre)                     | Pierfranco Vianelli · Italia · 4:41:25                                                    | Leif Mortensen · Dinamarca · 4:42:49                                                           | Gösta Pettersson · Suecia · 4:43:15                                                                 |
| Contrarreloj por equipos (15 de octubre) | Fedor den Hertog · Jan Krekels · René Pijnen · Joop Zoetemelk · Países Bajos · 2:07:49,06 | Erik Pettersson · Gösta Pettersson · Sture Pettersson · Tomas Pettersson · Suecia · 2:09:26,60 | Giovanni Bramucci · Vittorio Marcelli · Mauro Simonetti · Pierfranco Vianelli · Italia · 2:10:18,74 |

### Ciclismo en pista
| Evento                                  | Oro                                                                                                 | Plata | Bronce |
| --------------------------------------- | --------------------------------------------------------------------------------------------------- | --- | --- |
| Velocidad individual (19 de octubre)    | Daniel Morelon · Francia                                                                            | Giordano Turrini · Italia                                                                                  | Pierre Trentin · Francia                                                                                   |
| Persecución individual (18 de octubre)  | Daniel Rebillard · Francia · 4:41,71                                                                | Mogens Jensen · Dinamarca · 4:42,43                                                                        | Xaver Kurmann · Suiza · 4:39,42                                                                            |
| Persecución por equipos (21 de octubre) | Gunnar Asmussen · Reno Olsen · Mogens Jensen · Per Lyngemark · Peder Pedersen · Dinamarca · 4:22,44 | Udo Hempel · Karl Link · Karl-Heinz Henrichs · Jürgen Kißner · Rainer Podlesch · Alemania Occidental · DSC | Lorenzo Bosisio · Cipriano Chemello · Luigi Roncaglia · Giorgio Morbiato · Gino Pancino · Italia · 4:18,35 |
| 1 km contrarreloj (17 de octubre)       | Pierre Trentin · Francia · 1:03,91 RO                                                               | Niels Fredborg · Dinamarca · 1:04,61                                                                       | Janusz Kierzkowski · Polonia · 1:04,63                                                                     |
| Tándem (21 de octubre)                  | Daniel Morelon · Pierre Trentin · Francia                                                           | Jan Jansen · Leijn Loevesijn · Países Bajos                                                                | Daniel Goens · Robert Van Lancker · Bélgica                                                                |

## Medallero
| Núm. | País                | Oro | Plata | Bronce | Total |
| ---- | ------------------- | --- | ----- | ------ | ----- |
| 1    | Francia             | 4   | 0     | 1      | 5     |
| 2    | Dinamarca           | 1   | 3     | 0      | 4     |
| 3    | Italia              | 1   | 1     | 2      | 4     |
| 4    | Países Bajos        | 1   | 1     | 0      | 2     |
| 5    | Suecia              | 0   | 1     | 1      | 2     |
| 6    | Alemania Occidental | 0   | 1     | 0      | 1     |
| 7    | Bélgica             | 0   | 0     | 1      | 1     |
| 7    | Polonia             | 0   | 0     | 1      | 1     |
| 7    | Suiza               | 0   | 0     | 1      | 1     |
|      | TOTAL               | 7   | 7     | 7      | 21    |